# ماتیاس کابررا
ماتیاس کابررا (انگلیسی: Matías Cabrera؛ زادهٔ ۱۶ مهٔ ۱۹۸۶) بازیکن فوتبال اهل اروگوئه است.
از باشگاه‌هایی که در آن بازی کرده‌است می‌توان به باشگاه فوتبال ناسیونال اروگوئه، کالیاری، و باشگاه فوتبال ناسیونال اروگوئه اشاره کرد.